# Nine from Little Rock
Pour plus de détails, voir Fiche technique et Distribution.
Nine from Little Rock est un film documentaire américain réalisé et produit par Charles Guggenheim, sorti en 1964.
Le film a reçu l'Oscar du meilleur court métrage documentaire en 1964, et fait l'objet d'une projection lors du cinquantième anniversaire des évènements en 2007.

## Synopsis

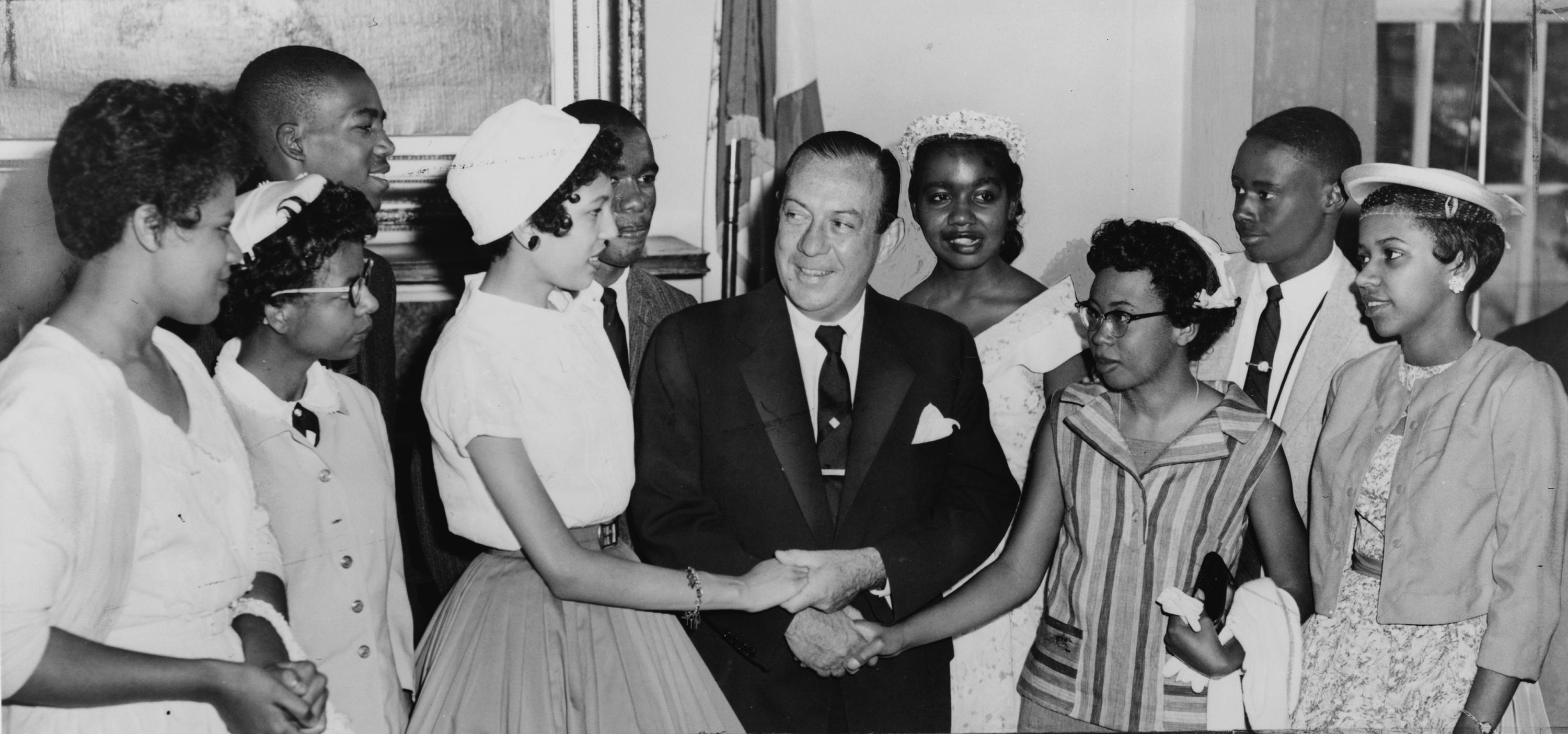
Le maire de New York Robert F. Wagner Jr. félicitant les étudiants de Little Rock en 1958

Le film raconte l'histoire de neuf étudiants afro-américains, connus sous le nom des Neuf de Little Rock, les premiers à tenter d'entrer dans le lycée central de Little Rock en Arkansas en 1957. Il était jusque-là exclusivement réservé aux Blancs.

## Fiche technique
- Titre : Nine from Little Rock
- Réalisation : Charles Guggenheim
- Scénario :  Charles Guggenheim et Shelby Storck
- Musique : Burrill Phillips
- Montage : Robert Pierce
- Production : Shelby Storck
- Société de production : Guggenheim Productions et United States Information Agency
- Pays de production :  États-Unis
- Genre : Documentaire
- Durée : 20 minutes
- Date de sortie : 1964

## Distribution
- Jefferson Thomas : narrateur (un des étudiants de l'époque)
- Ernest Green
- Thelma Mothershed

## Distinctions
- 1965 : Oscar du meilleur court métrage documentaire[2].